# Посников, Фёдор Николаевич
Фёдор Никола́евич По́сников (1784—27 июля 1841 Санкт-Петербург) — российский командир эпохи наполеоновских войн, генерал-майор Русской императорской армии.

## Биография
Фёдор Посников родился в 1784 году, происходил из дворян Новгородской губернии Белозерского уезда. 
Получив воспитание в Пажеском корпусе, был выпущен 8 октября 1798 года из камер-пажей поручиком в лейб-гвардии Семёновский полк. В 1805 году вместе с полком, уже в чине капитана, он совершил поход в Австрию; 10 ноября пришел с полком к Ольмюцу, а 20 ноября участвовал в сражении под Аустерлицем; во время штыковой атаки Семеновцев на французов Посников был ранен пулей в правый бок. От Аустерлица он двигался вместе с полком к границам России и 29 марта 1806 года вернулся в Санкт-Петербург. За участие в этой кампании он 26 апреля 1806 года был произведен в полковники. Через год гвардия была двинута в поход, и Посников участвовал по второй войне с Наполеоном: 24 и 25 мая 1807 года в бою при Гудштадте, 29 мая — при Гейльсберге (где был в резерве), а 2 июня — под Фридландом, где был ранен в правую ногу. По возвращении из кампании, 14 января 1808 года Посников был назначен батальонным командиром. 
В Отечественную войну Семёновский полк входил в состав 1-й западной армии и 5-го пехотного резервного корпуса; в сражении под Бородиным Семеновцы стояли за 4-м корпусом, вблизи батарей Раевского; в продолжение 14-ти часов терпели они от перекрестного огня французов, а в 4 часа дня с барабанным боем отразили неприятельскую кавалерию. Командир 5-го резервного корпуса доносил после боя: «Отдавая полную справедливость храбрости и непоколебимой твердости всех чинов, я долгом поставляю особенно представить о полковнике Посникове». 6 октября он был в ночной экспедиции у Тарутина, а 11 числа в сражении при Малоярославце. Перейдя вместе с полком границу, Посников был в сражениях при Люцене и Бауцене; 16 августа участвовал в деле при Геллендорфе и 17 августа был под Кульмом, где Семеновцы потеряли в рукопашной свалке более 900 человек. В числе других офицеров полка Посников получил орден прусского Железного Креста и за отличие в бою, 15 сентября был произведен в генерал-майоры и 28 сентября назначен шефом Малороссийского гренадерского полка. Командуя этим полком, Посников был в сражении под Лейпцигом у деревни Ауенгейм, где его «храбрые гренадеры отражали неприятеля без выстрела одними штыками»; отсюда вместе с полком он следовал через Баден, Виртемберг и Швейцарию во Францию. В 1814 году, 17 января, Посников был в сражении при Бриенне, командуя 2-й гренадерской дивизией; здесь он участвовал в атаке Малороссийского гренадерского полка в деревне Ла-Ротьер. Затем был в боях при Арси, Фер-Шампенуазе и 18 марта при взятии Парижа, откуда был отправлен к пределам России, командуя 3-й гренадерской дивизией, и 4  сентября вступил в Россию. 24 декабря 1815 года Посников был назначен начальником 2-й гренадерской дивизии, а через 10 лет уволен за ранами от службы (6 января 1826 года). 
За отличия в боях он был награждён: Орденом святого Георгия 4-го класса, святого Владимира 3-й степени, святой Анны 1-го класса и золотой шпагой с надписью «за храбрость».
Посников умер 27 июля 1841 года в Санкт-Петербурге и погребен на Смоленском кладбище.